# La battaglia come esperienza interiore
La battaglia come esperienza interiore, in tedesco Der Kampf als inneres Erlebnis, è un saggio di Ernst Jünger pubblicato nel 1922. In esso Jünger affronta in forma astratta e riflessiva le sue esperienze della prima guerra mondiale. Prima di allora li aveva già elaborati narrativamente nel suo diario Nelle tempeste d'acciaio. Pur descrivendo gli aspetti crudeli della guerra in modo straordinariamente drastico, egli vede la battaglia e quindi la guerra in modo positivo, come una presa di posizione estrema per un'"idea" e come un'esperienza di formazione del carattere.
In 14 capitoli, sotto titoli come "Sangue", "Orrore", "La trincea", "Braccianti" e altri, il saggio affronta vari aspetti della guerra così come si è svolta, soprattutto nella prima guerra mondiale con la sua guerra di posizione e di logoramento.
Lo stile alterna descrizioni volutamente sobrie e, d'altro canto, mezzi espressivi espressionistici. Nonostante la pretesa di essere uno studio sistematico, il saggio è intervallato da intermezzi aneddotici sulle esperienze di guerra.